# Jan Sederholm (författare)
För arkitekten, se Jan Sederholm
Johan (Jan) Theodor Sederholm, född 1 mars 1929, död 12 september 2023, var en i Stockholm bosatt finländsk TV-producent och författare.
Jan Sederholm var uppvuxen i Kotka i östra Finland och kom till Sverige under vinterkriget som krigsbarn. Han gick i Kotka svenska samskola och tog en kandidatexamen på Åbo Akademi. Han var programredaktör vid Yle och musikproducent vid Sveriges Television.